# Суринамская фонарница
Суринамская фонарница, или суринамская светоноска (лат. Fulgora laternaria) — крупный тропический вид полужесткокрылых насекомых из семейства фонарниц (Fulgoridae) (размах крыльев до 15 см).

## Описание
Крупный вид (85—90 мм), характеризуется выпуклой формы головы до 24 мм в длину. Эта выпуклость на голове напоминает голову ящерицы (змеи) с ложными глазами или арахис (отсюда и некоторые названия, например, peanut bug). Питается соком некоторых растений. Два крупных ложных глаза на задних крыльях. Раскрытые передние крылья достигают размаха от 10 до 15 см.

## Распространение
Распространен в тропических лесах в Мексике, Центральной и Южной Америке.
Имеют множество местных названий, особенно в Амазонии, под которыми могут фигурировать и другие виды рода Fulgora (lantern fly, peanut bug, peanut-headed lanternfly, alligator bug, machaca, jequitiranaboia). В том же ареале обитает близкий вид Fulgora lampetis.

## Фото
- Голова
- Со сложенными крыльями